# Quercus ilicifolia
Espèce
Quercus ilicifolia est une espèce de petits arbres ou arbustes du sous-genre Quercus et de la section Lobatae. L'espèce est présente aux États-Unis et au Canada.

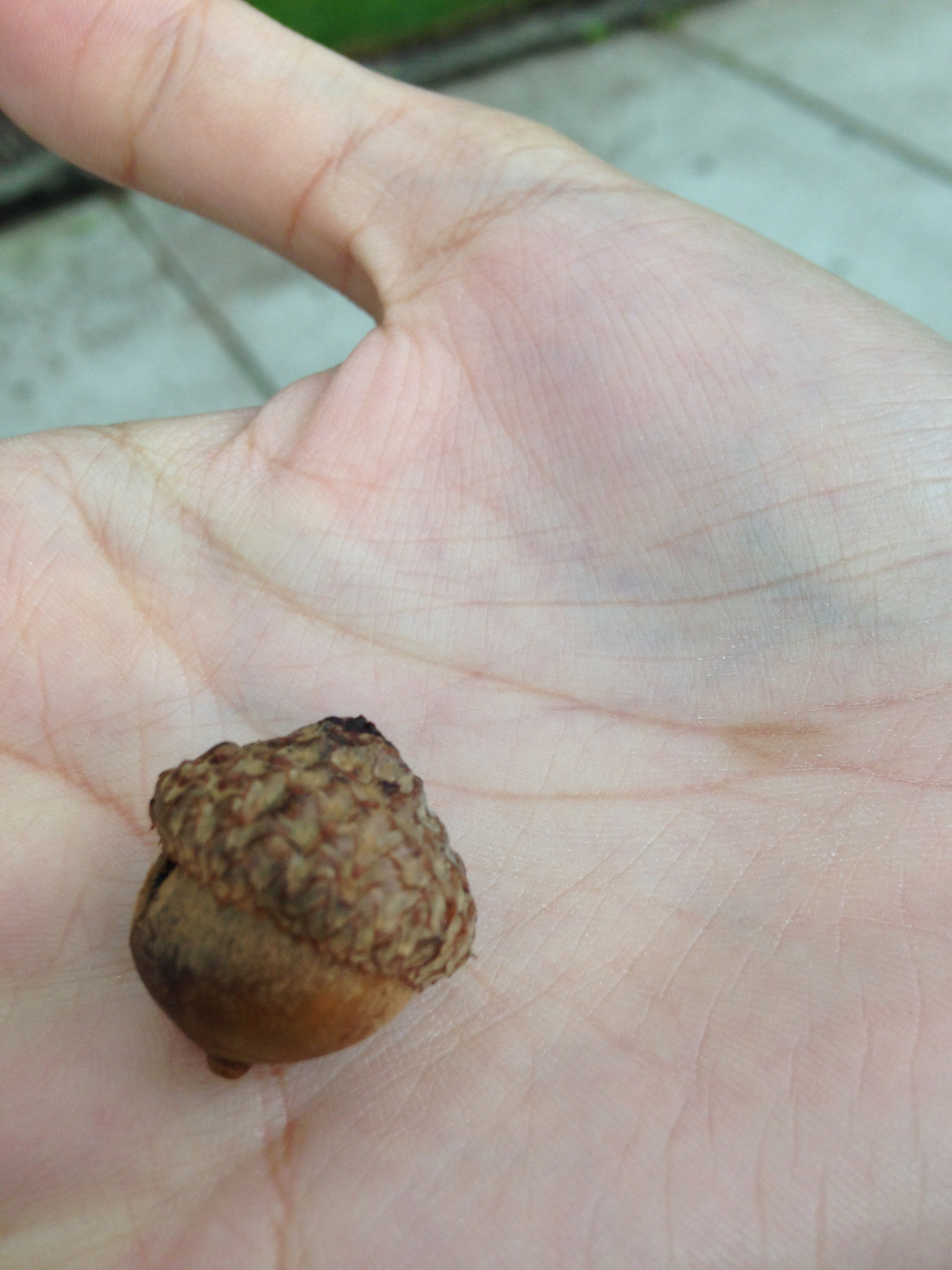
Gland